# Julius Meyer
Julius Meyer (født 1845 eller 1847, død 1885) var en dansk-jødisk galanterihandler, der indførte Odd Fellow Ordenen i Danmark
Han var som ung i New York og blev der indviet i logen.
Efter han kom hjem i 1876 tog han initiativ til oprettelse af den danske afdeling af Odd Fellow Ordenen i 1878 og senere også Columbus-Logen og Rebekka-logerne.
Meyers gravsten står på den jødiske kirkegård på Nørrebro.